# Kongespejlet
Kongespejlet er en norsk middelalderbog fra omkring 1250 som skildrer datidens verdensbillede og giver instruktioner til købmanden og krigeren. Bogen er udformet som en dialog mellem far og søn, som det fremgår mere udførligt på engelsk: Konungs skuggsjá
Kongespejle (almindeligvis kaldet fyrstespejle) var en udbredt litterær genre i Europa i middelalderen og renæssancen.
Renæssancens bidrag til denne litterære genre omfatter Erasmus af Rotterdam's Institutio principis Christiani Uddannelse af en kristen fyrste fra 1516 og den mere kendte florentiner Nicolò Machiavelli's Fyrsten fra 1513 (udgivet posthumt i 1532).